# Wikimédien en résidence

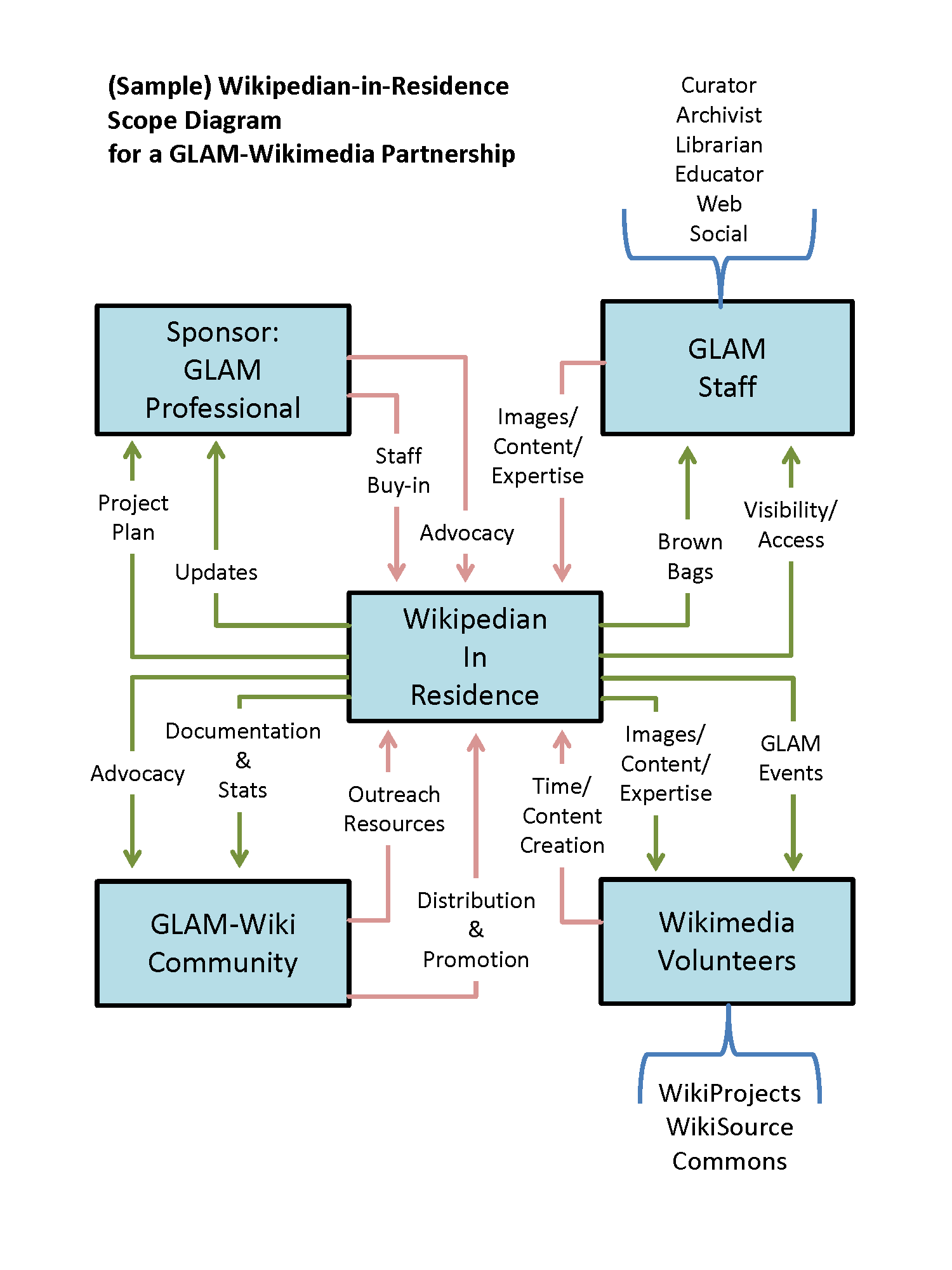
La relation entre un Wikimédien en résidence et de la communauté. Le schéma représente les parties prenantes, et ce que chacun des intervenants fournit et reçoit dans un cadre typique de projet de Wikimédien en résidence.

Un Wikimédien en résidence ou Wikipédien en résidence (en anglais Wikimedian in residence ou WiR) est une personne éditant les projets Wikimedia et qui accepte de travailler au sein d'une institution culturelle, généralement une galerie d'art, une bibliothèque, des archives, ou un  musée (aussi nommés « GLAM »), une société savante, ou un institut d'enseignement supérieur (comme une université) pour faciliter la création d'entrées sur les projets Wikimedia liées à la mission de l'établissement, pour encourager et pour aider à la publication de documents sous licences libres, et pour développer les relations entre l'institution et la communauté Wikimedia. Un Wikimédien en résidence contribue en général à la coordination d'actions liées à la sensibilisation à Wikimedia entre le GLAM et le public en général, par exemple par le biais d'editathons.
Les établissements qui ont accueilli un Wikimédien en résidence sont de grandes institutions comme la Bibliothèque nationale du pays de Galles, le British Museum, l'Institut national de la santé et sécurité au travail, la British Library. la Smithsonian Institution, la Société royale de chimie, l'université de Columbia, le château de Versailles en France, l'Université de Toronto, la Bibliothèque nationale de Norvège, et les Archives fédérales suisses, ainsi que de plus petites institutions comme le Derby Museum and Art Gallery et la New Art Gallery Walsall au Royaume-Uni ; le musée Picasso de Barcelone en Espagne ; et le Children's Museum of Indianapolis, la bibliothèque présidentielle Gerald R. Ford, et la National Archives and Records Administration aux États-Unis.
En 2019, un total de 170 résidences ont eu lieu dans le monde.

## Développement du concept

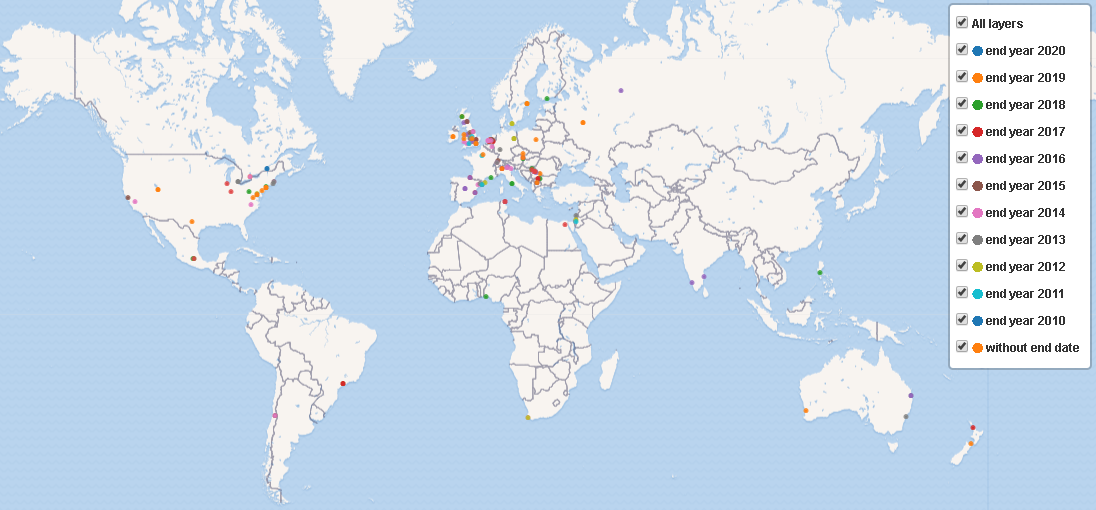
Carte interactive de tous les listés dans Wikidata, triés par année. (requête)

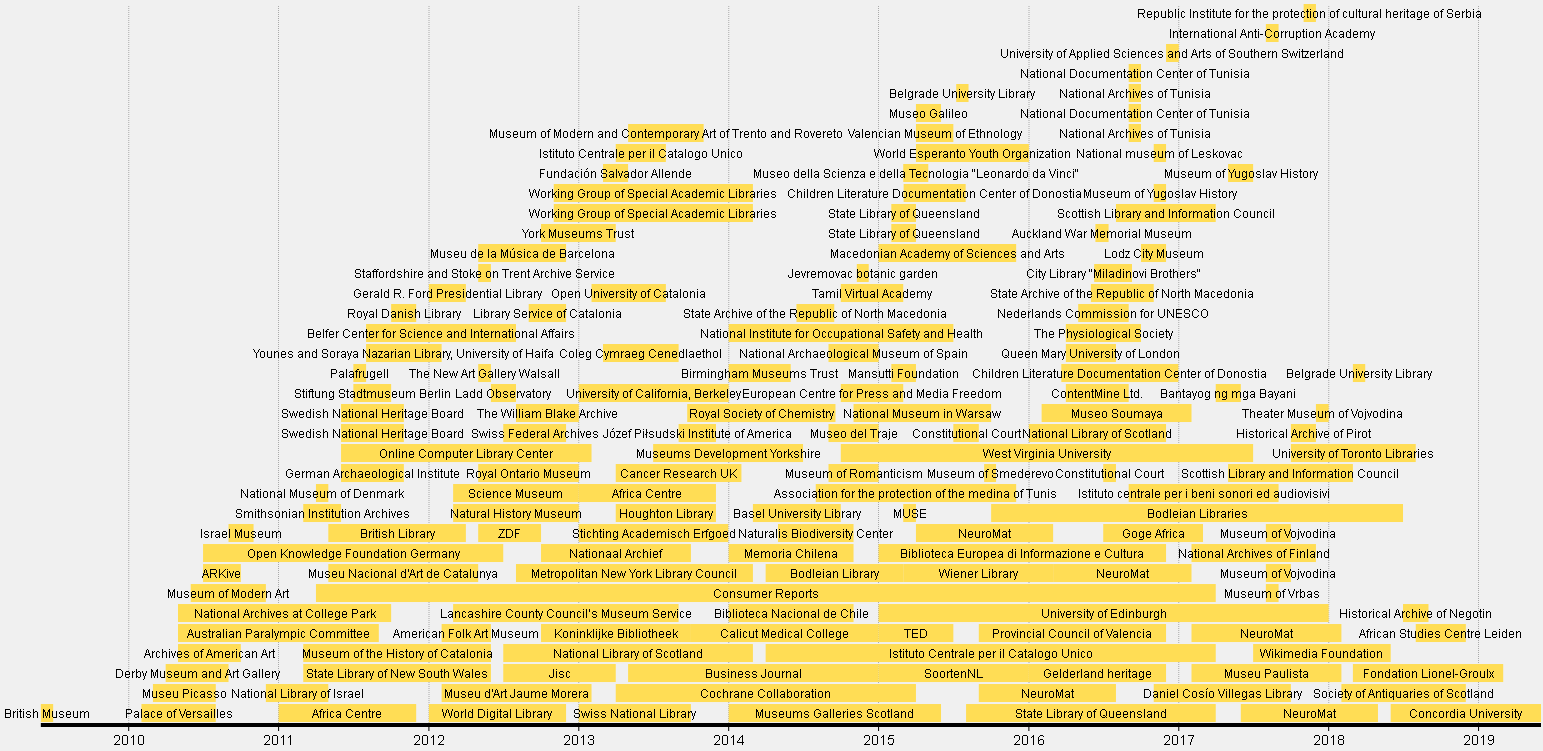
Frise chronologique interactive de tous les listés dans Wikidata, triés par durée. (outil de frise)

En 2010, l'australien Liam Wyatt devient le premier Wikipédien en résidence en effectuant du bénévolat au British Museum pendant une période de cinq semaines,. Il souligne le besoin pour Wikipédia de renforcer les partenariats avec les musées pour fournir les informations les plus à jour et les plus exactes, en disant : « nous faisons la même chose pour la même raison, pour les mêmes personnes, dans le même milieu. Nous allons le faire ensemble ». Le Children's Museum of Indianapolis s'engage dans ce programme avec Lori Phillips après qu'elle a participé à un événement GLAM en 2010, devenant la seconde Wikimédienne en résidence. La troisième résidence a lieu en France en 2011, lorsque Benoît Evellin passe six mois au château de Versailles.
En 2010, la Smithsonian Institution exprime son intérêt pour cette idée, ce qui conduit à l'embauche de Sarah Stierch en juillet en tant que Wikipédienne en résidence,,,. L'année suivante, la National Archives and Records Administration emboîte le pas et embauche Dominic McDevitt-Parcs, un étudiant du Simmons College en cours de préparation d'une maîtrise en histoire et gestion des archives, pour travailler sur le site Archives II de College Park, Maryland,. McDevitt-Parks contribue sur Wikipédia depuis 2004 et est embauché à ce poste par David Ferriero,.
En juillet 2011, Wikimedia UK engage Andy Mabbett, un contributeur actif depuis 2003, comme « ambassadeur de diffusion » pour une résidence au sein de l'association Wildscreen basée à Bristol, pour travailler sur le projet ARKive. Depuis, Mabbett a été Wikipédien en résidence au sein d'autres organisations telles que la New Art Gallery Walsall et la Société royale de chimie.
En janvier 2013, la bibliothèque présidentielle Gerald R. Ford devient la première bibliothèque présidentielle des États-Unis à démarrer une résidence, en engageant Michael Barera, une étudiante en maîtrise à l'université du Michigan.
En septembre 2013, la National Archives and Records Administration est devenue la première organisation à employer à temps plein un Wikipédien en résidence, avec l'embauche de Dominic McDevitt-Parcs au sein du Bureau de l'innovation.
En mars 2014, l'université Harvard ouvre un appel à candidats pour devenir leur Wikipédien en résidence à la Houghton Library.
En 2016, plus de 100 wikimédiens ont joué ce rôle. La plupart d'entre eux ont été payés par l'institution où ils travaillaient ou par les organisations Wikimedia de leur pays.
En 2018, Mike Dickison s'auto-désigne comme « Wikipédien en liberté » de la Nouvelle-Zélande, en effectuant un certain nombre de résidences au sein de diverses institutions du pays, y compris au musée d'Auckland,.
En mars 2019, Wikimédia France et les Archives nationales de France annoncent leur souhait d'ouvrir un nouveau poste de Wikimédien en résidence, la précédente résidence en France ayant eu lieu en 2011.
En septembre 2022, le musée de Bretagne aux Champs Libres, dans la poursuite du projet scientifique et culturel de l'établissement, visant à ouvrir les contenus culturels et à en permettre la réutilisation la plus large possible, accueille un wikipédien en résidence pour un an .

## Rôle et fonctions

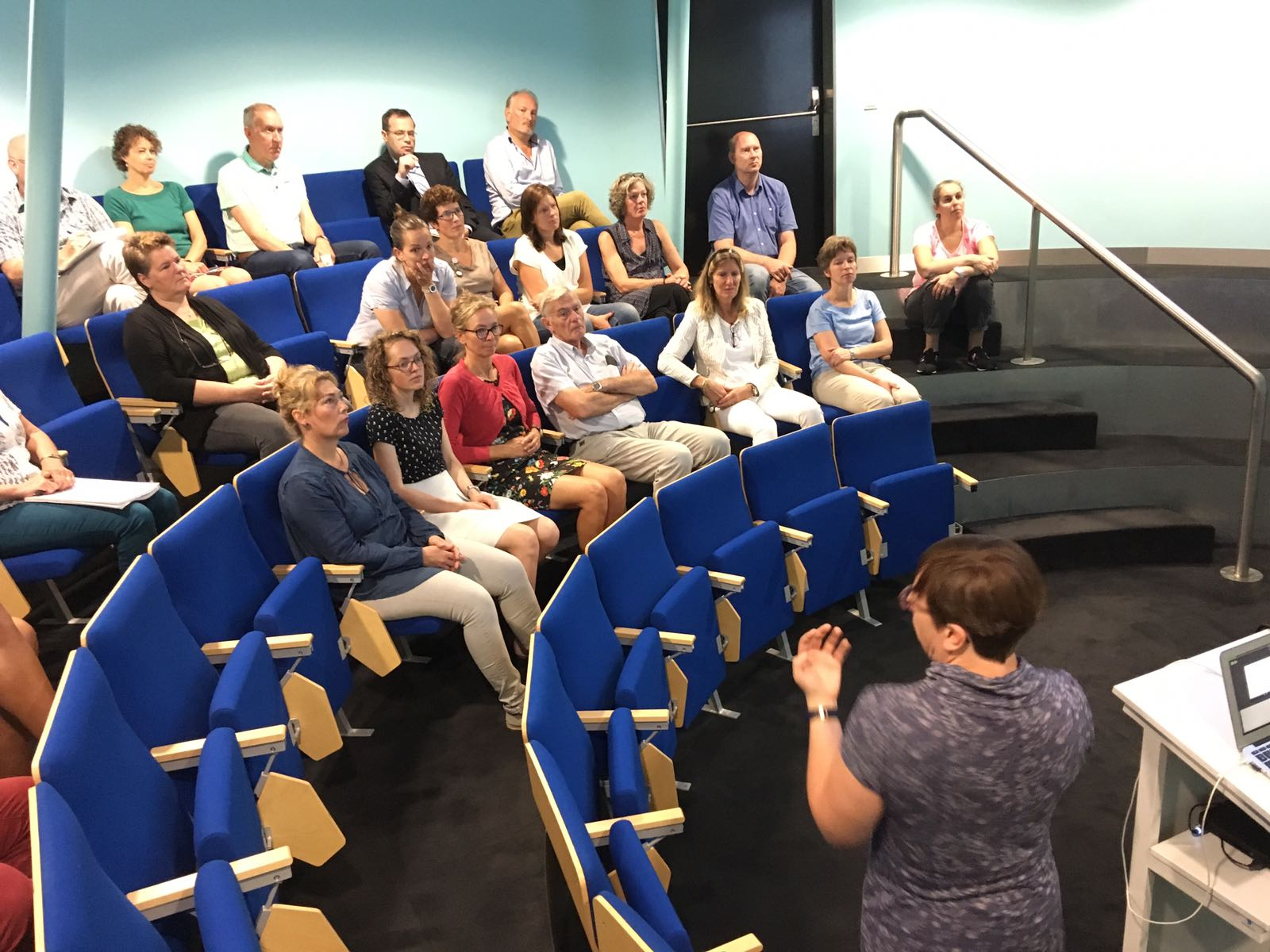
WeR au programme Mémoire du monde de l'UNESCO, parlant au Zeeuws Archief.
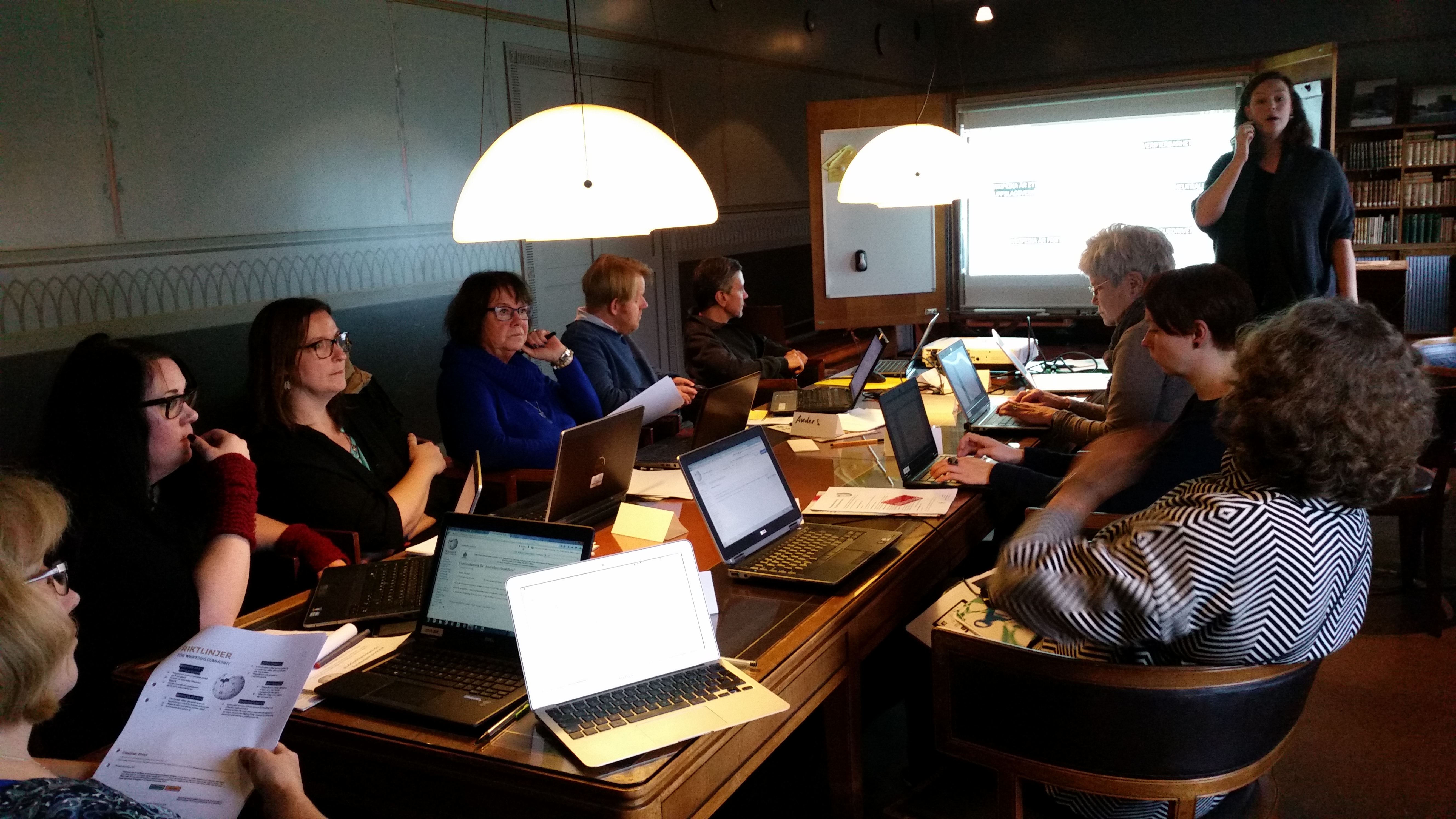
WeR animant une formation pour des bibliothécaires à Stockholm.
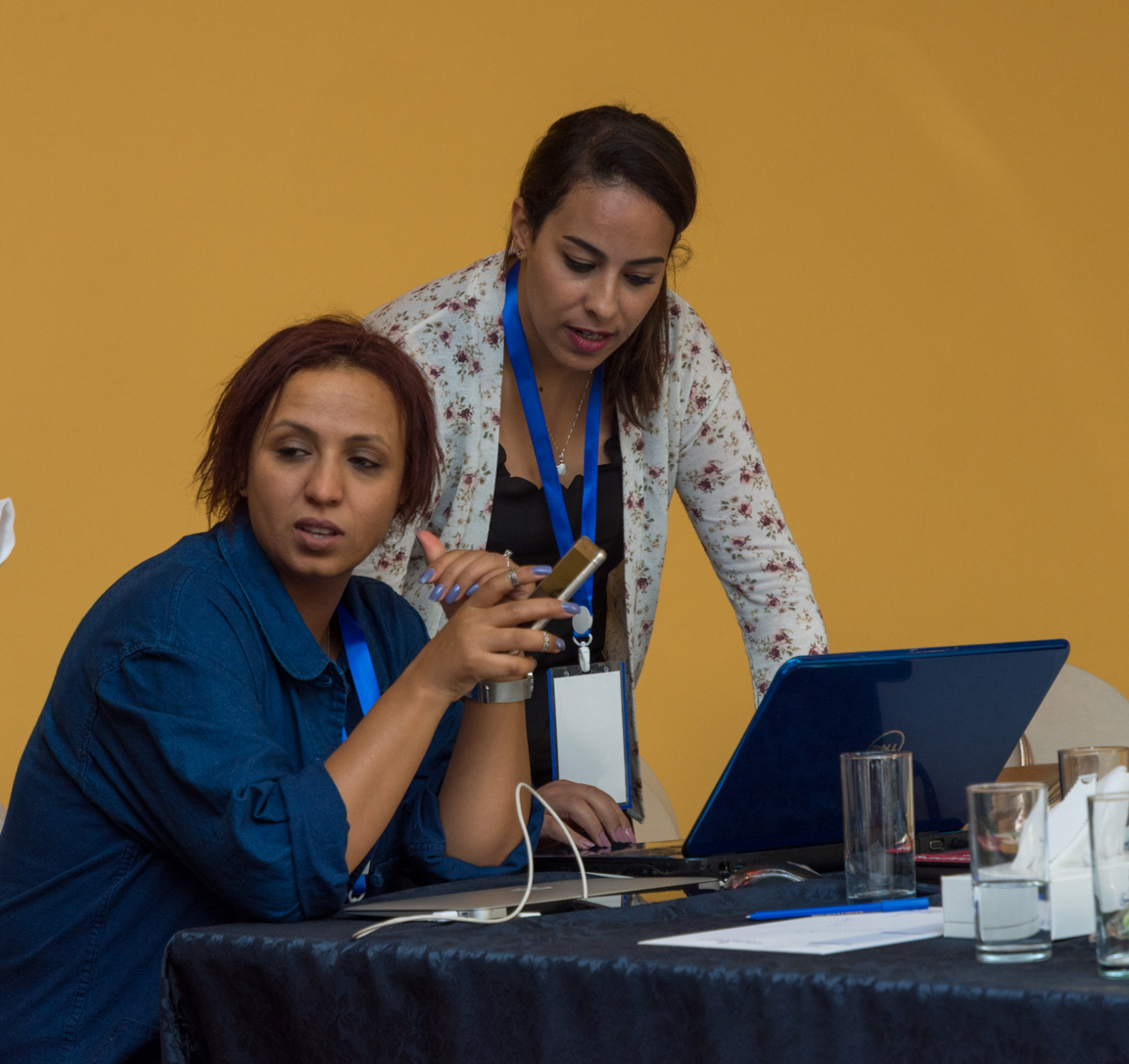
WeRs bibliothécaires à Tunis.
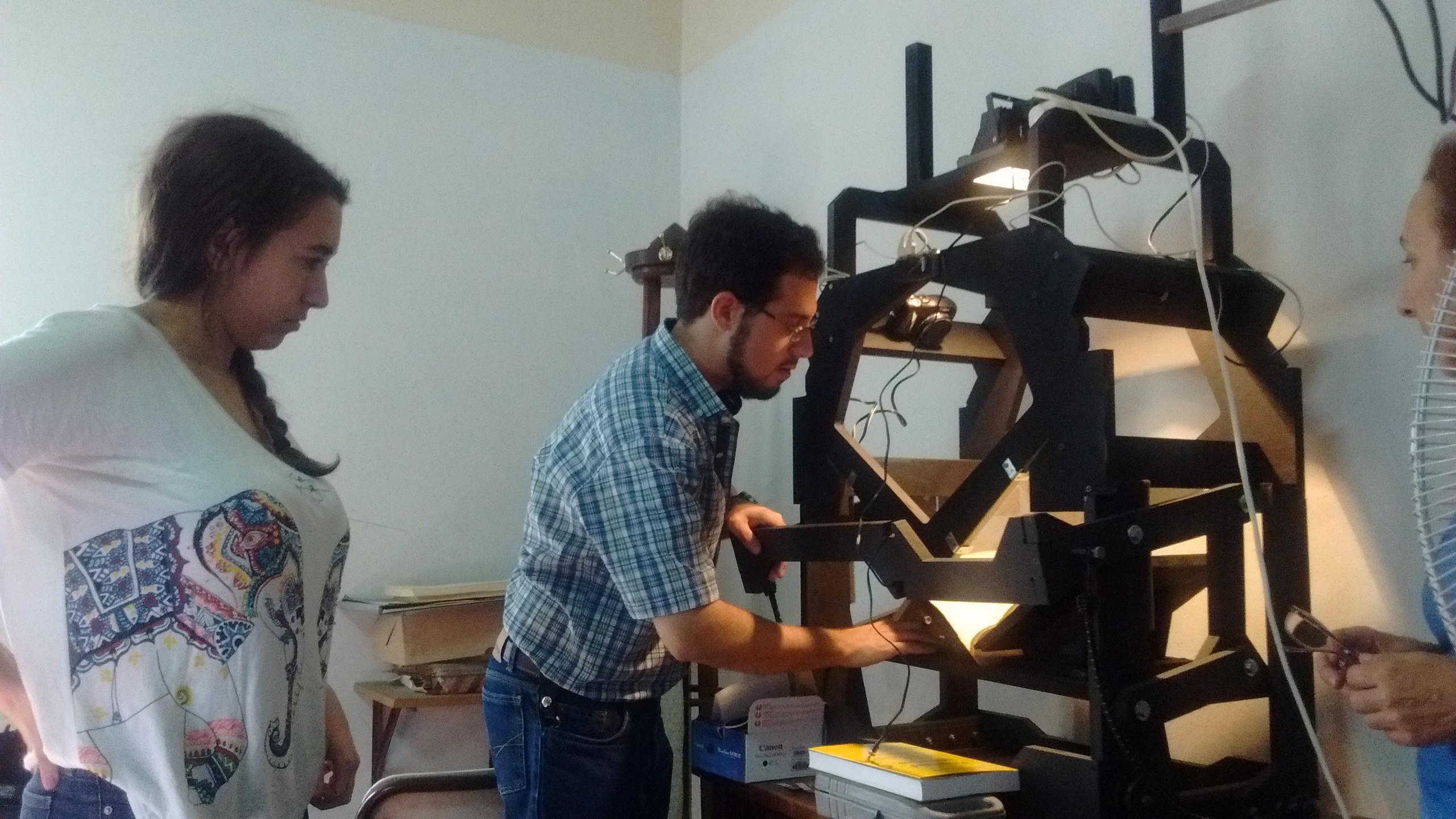
WeR enseignant la digitalisation à l'Archivo Histórico de la Provincia de Buenos Aires.

Le rôle principal du Wikimédien en résidence est de servir de liaison entre l'établissement d'accueil et la communauté de Wikimedia, en aidant à l'organisation d'événements et de formations qui supportent les missions des deux organisations. Les fonctions typiques comprennent l'organisation et/ou la réalisation d'événements de formation et d'éditathons, ; de fournir des explications à d'autres membres du personnel et du public au sujet des politiques et des pratiques, telles que les politiques de conflits d'intérêts ; ainsi que la contributions à des articles pertinents pour les missions de l'établissement tels que les articles sur le patrimoine culturels de l'organisation et de ses collections. Cependant, l'écriture d'article ne fait pas partie de la vision « à la française » des wikimédiens en résidence, celle-ci étant plus focalisée sur la montée en compétence des personnes impliquées et la création d'événements.

## Rémunération
Alors que Wikipedia déconseille la perception d'une indemnité contre la publication d'articles et les actions de promotion non déclarées, les Wikipédiens en résidence sont autorisés à être indemnisés pour le travail effectué — soit par un crédit, un traitement ou un salaire — par l'intermédiaire de leurs institutions de parrainage à condition qu'ils adhèrent à des lignes directrices strictes contre la participation à des opérations de relations publiques ou de marketing sur les wikis pour le compte de leur institution.

## Réception
Lors de la mise en place d'une résidence à la Bibliothèque nationale d'Écosse en 2013, le principe est présenté par certains comme une « occasion unique de contribuer à l'enrichissement de Wikipédia et ses projets frères, et de partager avec le monde entier les ressources et les connaissances de la Bibliothèque », et comme étant « la première application à grande échelle de partenariat » entre une institution écossaise et Wikimedia UK. À l'inverse, le journaliste britannique Andrew Orlowski juge le principe comme étant un gaspillage de fonds publics. Cette initiative est suivie par la mise en place d'une résidence à l'université d'Édimbourg en décembre 2015.